# Дешлер (Огайо)
Дешлер (англ. Deshler) — селище (англ. village) в США, в окрузі Генрі штату Огайо. Населення — 1588 осіб (2020).

## Географія
Дешлер розташований за координатами 41°12′28″ пн. ш. 83°54′21″ зх. д. / 41.20778° пн. ш. 83.90583° зх. д. (41.207838, -83.905927).  За даними Бюро перепису населення США в 2010 році селище мало площу 5,93 км², з яких 5,84 км² — суходіл та 0,09 км² — водойми.

## Демографія
Згідно з переписом 2010 року, у селищі мешкало 1799 осіб у 678 домогосподарствах у складі 485 родин. Густота населення становила 303 особи/км².  Було 771 помешкання (130/км²).
Расовий склад населення:
| - 91,9 % — білих - 0,4 % — азіатів - 0,3 % — корінних американців - 0,1 % — чорних або афроамериканців - 4,4 % — осіб інших рас |

До двох чи більше рас належало 2,8 %. Частка іспаномовних становила 9,9 % від усіх жителів.
За віковим діапазоном населення розподілялося таким чином: 28,8 % — особи молодші 18 років, 56,3 % — особи у віці 18—64 років, 14,9 % — особи у віці 65 років та старші. Медіана віку мешканця становила 36,5 року. На 100 осіб жіночої статі у селищі припадало 97,9 чоловіків;  на 100 жінок у віці від 18 років та старших — 92,1 чоловіків також старших 18 років.
Середній дохід на одне домашнє господарство  становив 55 842 долари США (медіана — 40 208), а середній дохід на одну сім'ю — 63 921 долар (медіана — 52 563). За межею бідності перебувало 19,6 % осіб, у тому числі 38,4 % дітей у віці до 18 років та 3,1 % осіб у віці 65 років та старших.
Цивільне працевлаштоване населення становило 723 особи. Основні галузі зайнятості: виробництво — 28,2 %, освіта, охорона здоров'я та соціальна допомога — 22,8 %, роздрібна торгівля — 13,1 %, будівництво — 7,2 %.